# Schizopora cystidiata
Schizopora cystidiata är en svampart som beskrevs av A. David & Rajchenb. 1992. Schizopora cystidiata ingår i släktet Schizopora och familjen Schizoporaceae.   Inga underarter finns listade i Catalogue of Life.